# Élections législatives de 2017 dans la 14e circonscription du Nord
Les élections législatives françaises de 2017 dans la 14e circonscription du Nord se déroulent les 11 et 18 juin 2017.

## Circonscription
À la suite de l'ordonnance no 2009-935 du 29 juillet 2009, ratifiée par le Parlement français le 21 janvier 2010, elle est composée des divisions administratives suivantes : Canton de Bergues, Canton de Bourbourg, Canton de Dunkerque-Est, Canton de Gravelines, Canton d'Hondschoote et Canton de Wormhout.

## Contexte
Avec ce redécoupage, Paul Christophe (LR) Maire de Zuydcoote et Conseiller départemental du Nord se trouve face à Julien Lemaitte (LREM), Yohann Duval (FN), Delphine Decoster
(FI), Christian Devos (PS), Myriam Santhune (EELV), Sylvie Brachet (PRG-GE) Maire de Bergues, Jean-paul Tisserand (app. FN), David Haillant (LO), Nathalie Benalla (PCF-FG) et Stéphane Dumont (UPR).

## Résultats[1]
- Député sortant : Jean-Pierre Decool (app. LR)

| Candidat       | Candidat            | Parti          | Premier tour | Premier tour | Second tour | Second tour |
| Candidat       | Candidat            | Parti          | Voix         | %            | Voix        | %           |
| -------------- | ------------------- | -------------- | ------------ | ------------ | ----------- | ----------- |
|                | Paul Christophe     | app. LR        | 13 004       | 26,67        | 25 162      | 63,88       |
|                | Julien Lemaitte     | LREM           | 12 407       | 25,44        | 14 229      | 36,12       |
|                | Yohann Duval        | FN             | 9 898        | 20,30        |             |             |
|                | Delphine Decoster   | FI             | 5 853        | 12,00        |             |             |
|                | Christian Devos     | PS             | 2 634        | 5,40         |             |             |
|                | Myriam Santhune     | EELV           | 1 584        | 3,25         |             |             |
|                | Sylvie Brachet      | PRG-GE         | 1 074        | 2,20         |             |             |
|                | Jean-Paul Tisserand | app. FN        | 878          | 1,80         |             |             |
|                | David Haillant      | LO             | 644          | 1,32         |             |             |
|                | Nathalie Benalla    | PCF-FG         | 471          | 0,97         |             |             |
|                | Stéphane Dumont     | UPR            | 320          | 0,66         |             |             |
|                |                     |                |              |              |             |             |
| Inscrits       | Inscrits            | Inscrits       | 98 793       | 100,00       | 98 782      | 100,00      |
| Abstentions    | Abstentions         | Abstentions    | 48 660       | 49,25        | 54 871      | 55,55       |
| Votants        | Votants             | Votants        | 50 133       | 50,75        | 43 911      | 44,45       |
| Blancs et nuls | Blancs et nuls      | Blancs et nuls | 1 366        | 1,38         | 4 520       | 4,58        |
| Exprimés       | Exprimés            | Exprimés       | 48 767       | 98,62        | 39 391      | 95,42       |